# Harfang des neiges
Bubo scandiacus
« Harfang » redirige ici. Pour les autres significations, voir Harfang (homonymie).
Espèce
Synonymes
- Bubo scandiaca (Linnaeus, 1758)[1]
- Nyctea scandiaca (Linnaeus, 1758)[1]
- Strix scandiaca Linnaeus, 1758[1]

Statut de conservation UICN

 VU A2bd+3bd+4bd : Vulnérable
Statut CITES
Le Harfang des neiges (Bubo scandiacus) est une espèce d'oiseaux de la famille des strigidés. Il est aussi appelé ukpik par les Inuits. Il est l'emblème aviaire du Québec depuis 1987,. En France, on l'appelle aussi Chouette Harfang, même si, en réalité, il appartient au genre Bubo, qui est le même que les hiboux grands-ducs. Comme tous les hiboux, il possède sur la tête une paire de petites aigrettes qui, en français, différencient les chouettes (qui n'en ont pas) des hiboux (qui en ont). Cependant, les aigrettes du harfang des neiges sont très petites et repliées sur sa tête, ce qui les rend presque invisibles.

## Dénomination
Décrite sous le nom de Bubo scandiacus par Carl von Linné en 1758.

### Synonymie
- Bubo scandiacus (Linnaeus, 1758)[1]
- Nyctea scandiaca (Linnaeus, 1758)[1]
- Strix scandiaca Linnaeus, 1758[1]
- Crageryn blanc, 1758

### Noms vernaculaires
- Chouette harfang
- Harfang des neiges

### Étymologie
Le nom vernaculaire, le harfang, vient du vieux suédois harfång, qui signifie attrape-lièvre. Les autres langues européennes la nomment chouette des neiges.
Le nom scientifique de l'espèce, Bubo scandiacus, est composé du terme Bubo, qui vient du grec buas, signifiant hibou, venant de l'onomatopée de sa voix et du terme scandania, latinisation moderne pour indiquer son habitat scandinave.

## Morphologie

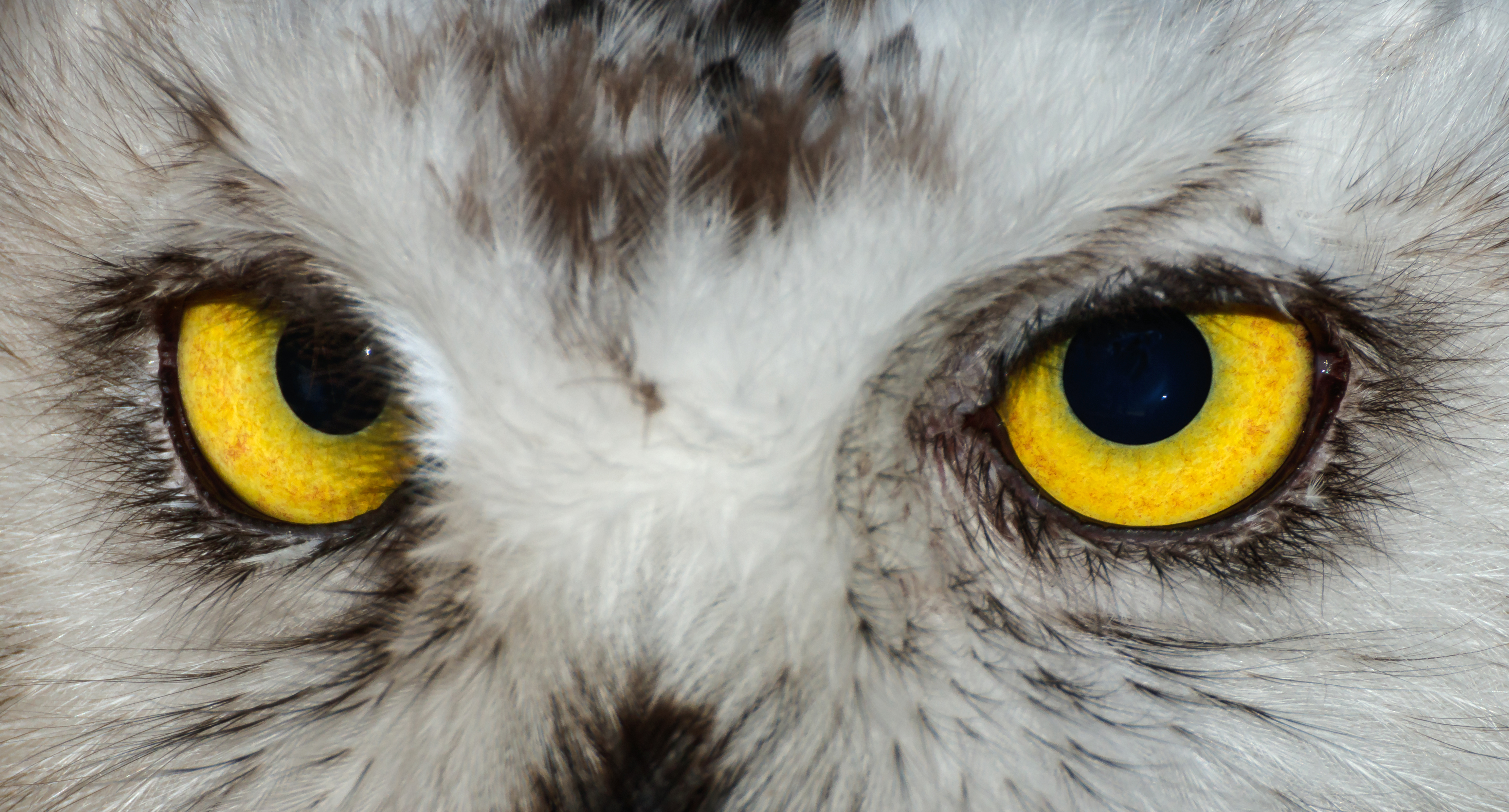
Sous le regard d'un harfang des neiges au zoo de Karlsruhe.

Ce grand oiseau blanc aux yeux jaunes est très reconnaissable. Le mâle est d'un blanc pur alors que la femelle et les jeunes sont légèrement tachetés ou barrés de brun. Leur plumage blanchit avec l'âge, les mâles pouvant alors devenir d'un blanc immaculé. L'été, le plumage est plus foncé que l'hiver, le plumage est plus blanc l'hiver, ce qui leur permet de se camoufler dans la neige. Les mâles sont en général plus petits que les femelles. Leur envergure est de 170 à 177 cm pour les femelles adultes et de 160 à 170 cm pour les mâles adultes. Leur masse varie de 1 à 2,5 kg.
Le harfang est un très grand oiseau, pouvant atteindre jusqu'à 70 cm de longueur. Ses yeux sont très grands proportionnellement à sa taille : en effet, ils ont environ la même taille que ceux d'un homme. Ils sont d'une couleur jaune et disposés vers l'avant. De plus, ils sont fixes, ce qui oblige le harfang à devoir souvent tourner sa large tête aplatie pour pouvoir regarder autour de lui (il peut la tourner d'un angle de 270 °).

## Répartition et mode de vie

### Milieu naturel et alimentation

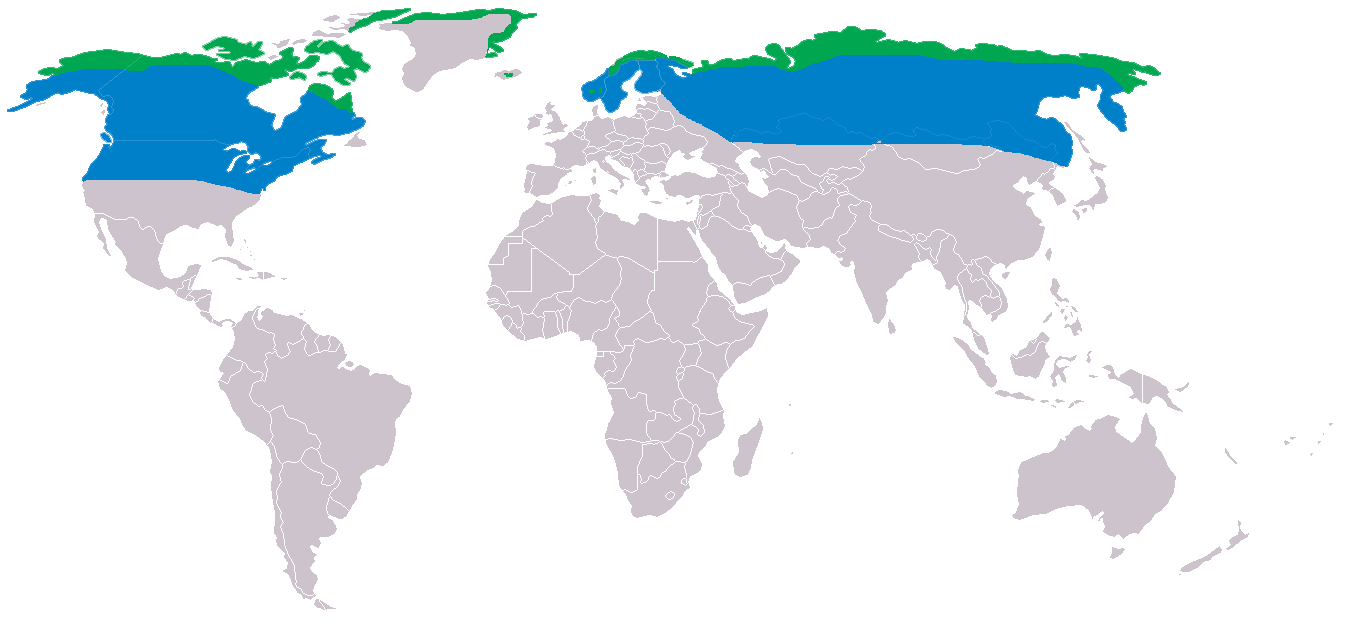
habitat d'été & aire de reproduction
habitat d'hiver

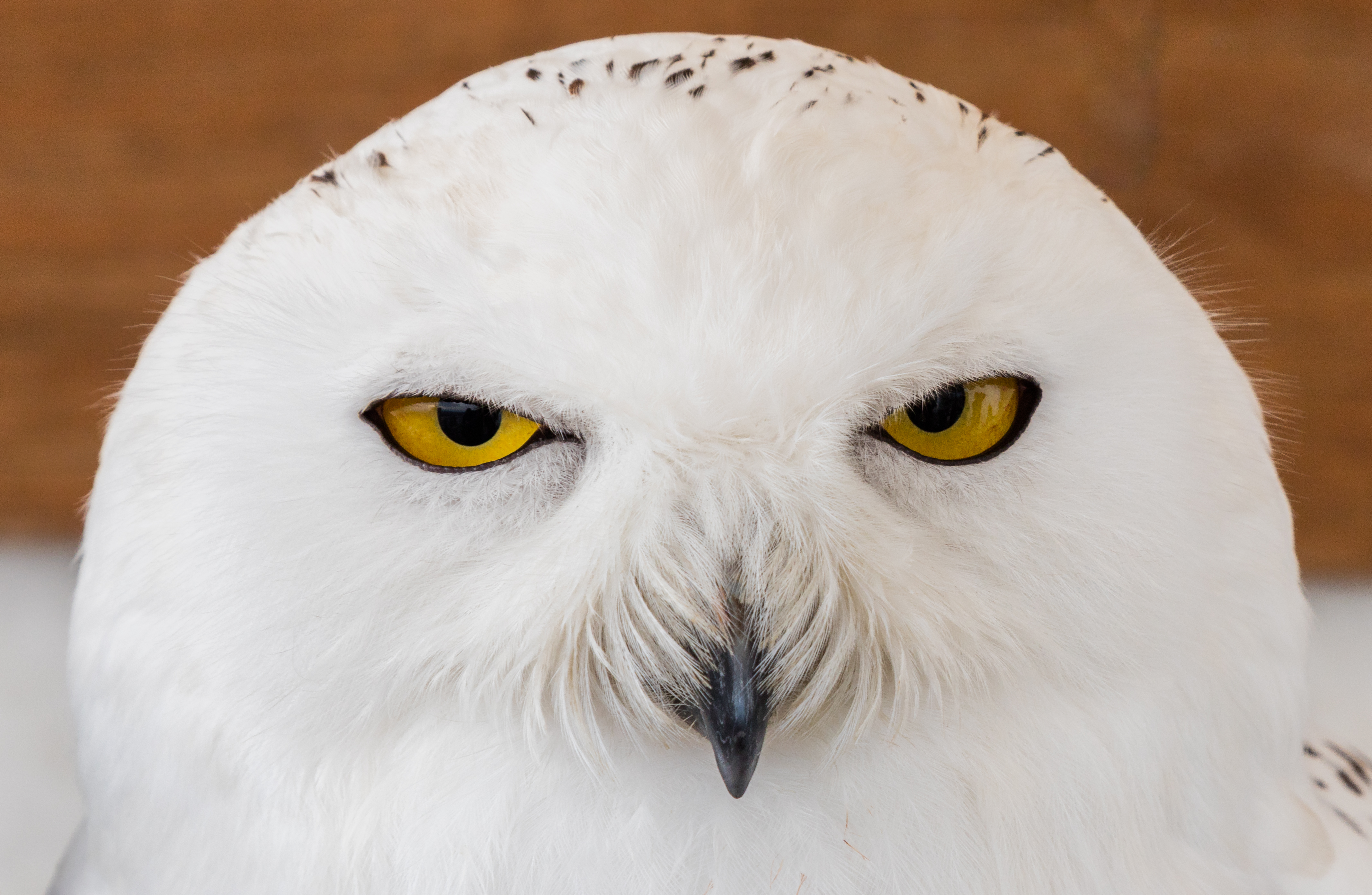
Tête en gros plan d'un harfang des neiges.

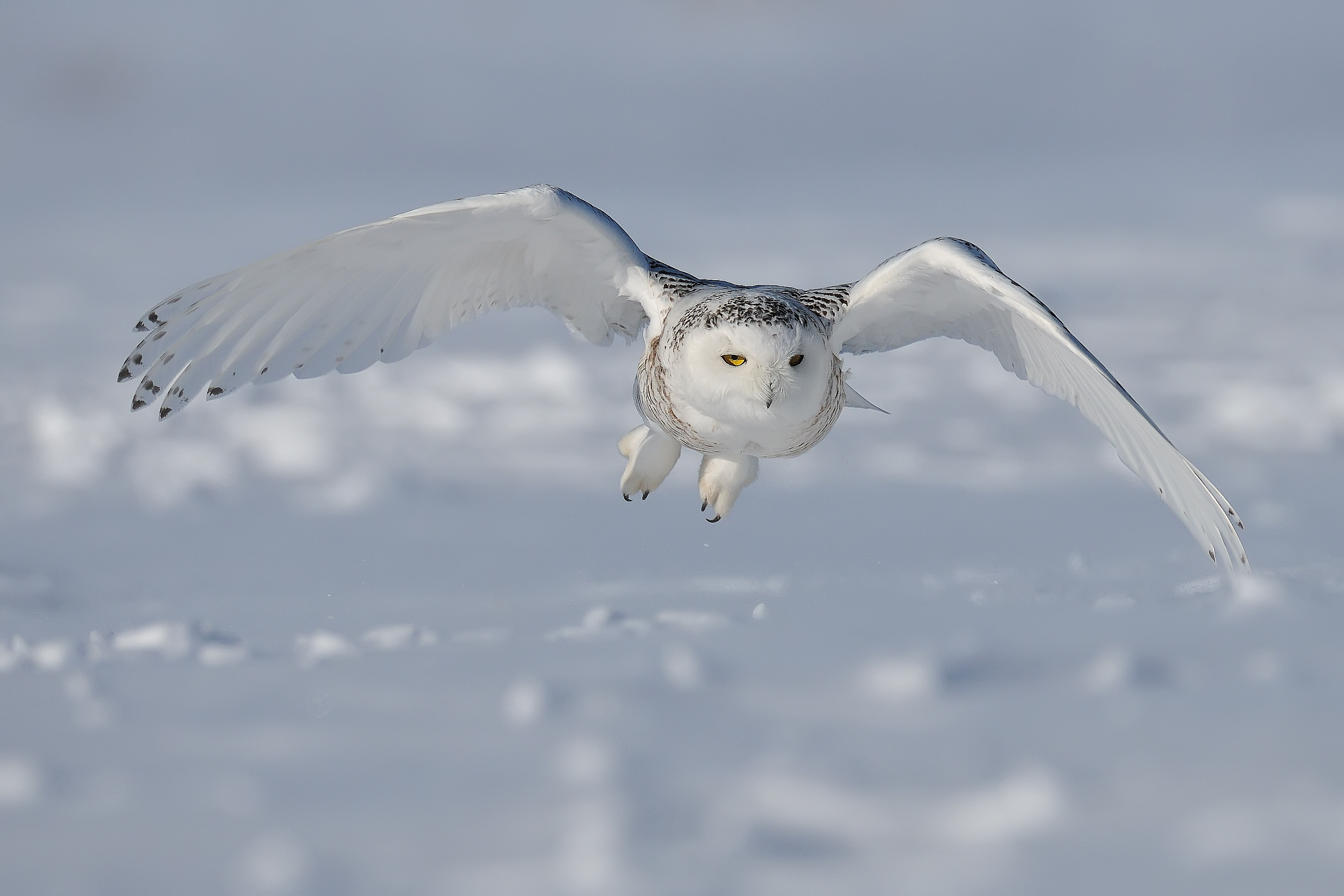
Harfang des neiges en vol.

Le milieu naturel du harfang est le Grand Nord : la toundra arctique. L'espèce est présente dans plusieurs pays, tels que le Canada, la Russie, la Norvège, la Finlande, la Suède, le Danemark (Groenland), ainsi que dans l'état de l'Alaska aux États-Unis. Au Canada, on le retrouve dans 7 provinces et territoires, soit le Territoire du Yukon, les Territoires du Nord-Ouest, la Colombie-Britannique, le Nunavut, le Manitoba, le Québec et Terre-Neuve-et-Labrador. Au Québec, c'est dans la partie la plus septentrionale qu'on le retrouve souvent. Pendant les années de disette, le harfang ne se reproduit pas et peut s'installer plus au sud (jusqu'au nord des États-Unis). Ce phénomène, dont les origines restent encore mal comprises, se reproduit tous les 4 ou 5 ans environ. Il semble être lié aux variations de l'abondance des populations de petits mammifères, notamment du lemming, sa principale source d'alimentation. Cependant, il se nourrit également de lièvres, de poissons et d'oiseaux : sa vue perçante de nuit comme de jour fait de lui un excellent chasseur, mais contrairement à la plupart des autres chouettes et hiboux, le harfang chasse plutôt de jour.

### Reproduction

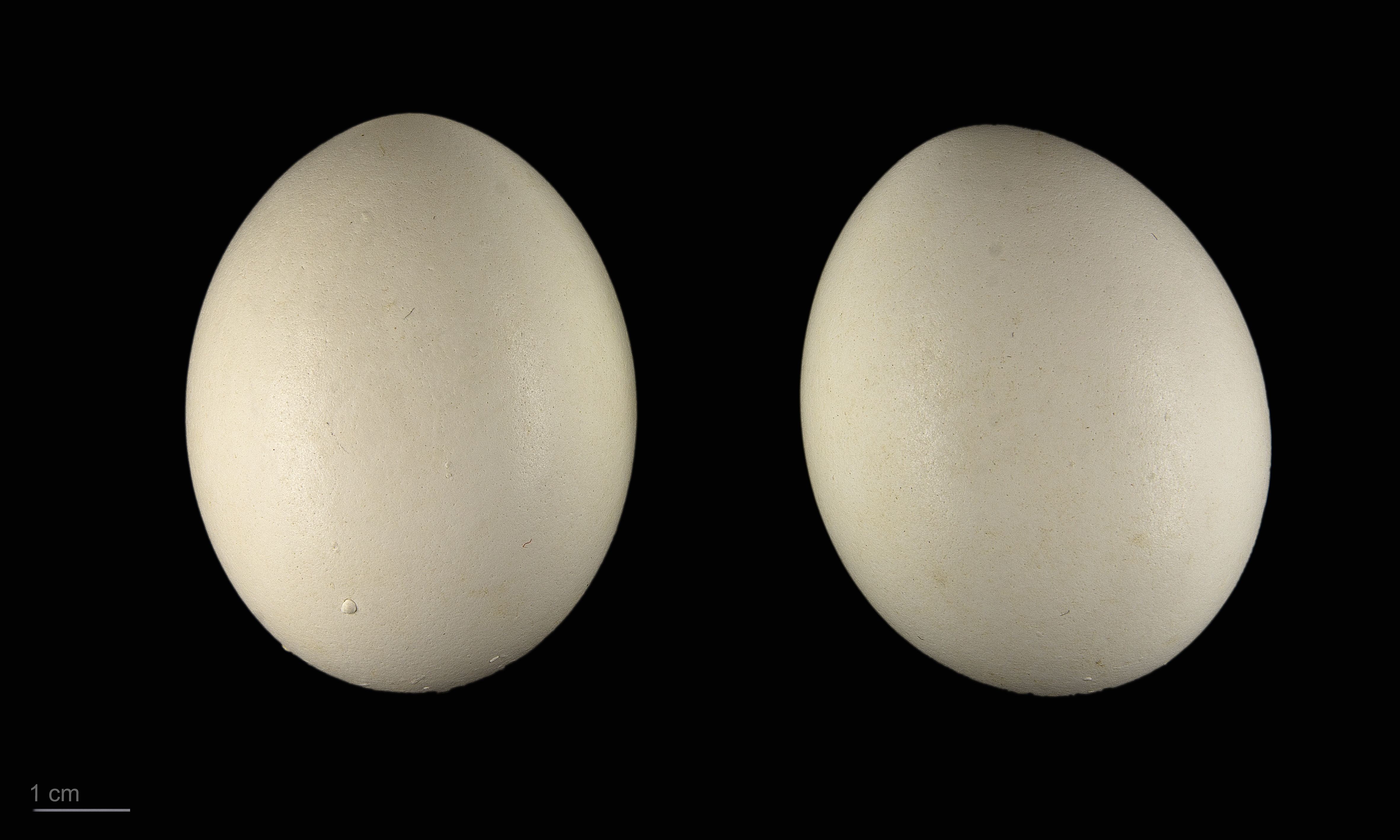
Œufs de Bubo scandiacus - Muséum de Toulouse.

Le harfang se reproduit vers février-mars. La femelle pond entre 3 et 14 œufs, à raison d'un œuf environ tous les deux jours, mais la moyenne est plutôt entre 5 et 9 œufs par couvée. La couvaison commence immédiatement, si bien que dans le nid peuvent se trouver des oisillons d'un âge et d'une taille très différents. L'incubation dure environ 33 à 37 jours et les œufs éclosent environ 48 heures plus tard. Durant toute cette période, le rôle du mâle est de protéger le nid et d'apporter la nourriture à la femelle qui nourrit les oisillons. Les jeunes commencent à voler après 50 jours et 10 jours plus tard, ils sont capables de capturer leurs proies seuls. Il faut à chaque petit 5 repas par jour pour passer de 45 grammes à 1,4 kg. Neuf petits consomment en un mois jusqu'à 1 300 petits rongeurs, des lemmings : autant que chaque parent en un an.

### Divers
Dans la chaîne alimentaire de la toundra, le harfang occupe avec le renard la place la plus élevée : celle du prédateur. Cependant, dans ce système vivant très simplifié, ces carnivores spécialisés sont aussi très vulnérables ; très efficaces lorsque les lemmings sont abondants, ils sont voués à la famine ou à l'exil quand se raréfie ce gibier qui constitue l'essentiel de leur menu. Si le père harfang disparaît pendant la période de croissance des jeunes, jamais la mère ne pourra les alimenter seule.

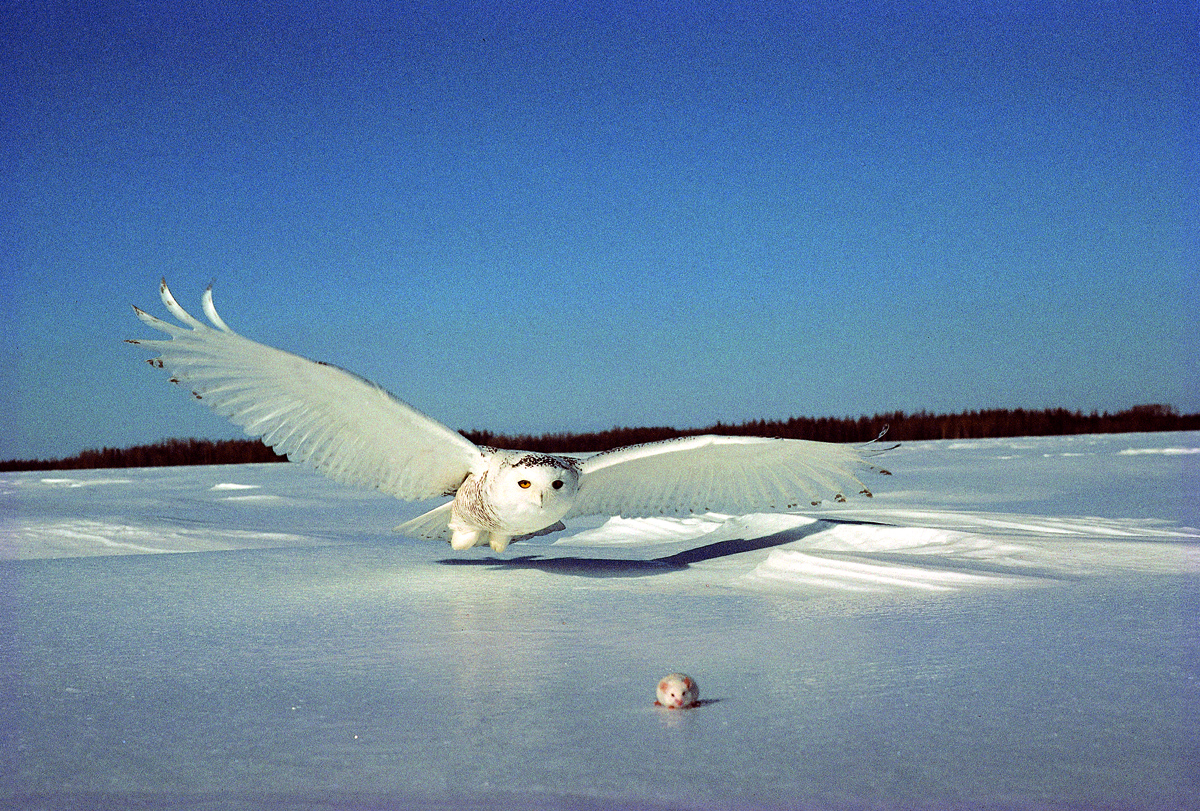
Harfang des neiges en chasse.

Ce qui frappe chez les rapaces nocturnes, c'est d'abord leur vol silencieux, dû aux soies très douces dont sont garnies les barbules de leurs plumes. Cette adaptation leur permet de surprendre leurs proies. Le harfang possède une excellente vision diurne et nocturne qui lui permet de déceler des mouvements à 1 km de distance. En outre, son ouïe est extrêmement développée.
La longévité d'un harfang est d'environ neuf ans en milieu naturel et peut aller jusqu'à 32 ans en captivité.
Il peut maintenir la température de son corps entre 38 et 40 °C, même lorsque la température de l’air atteint −50 °C.

## Démographie et menaces
En 2015, la population européenne est estimée entre 700 et 2 300 couples.
Le harfang des neiges est une espèce en fort déclin, menacée en grande partie par les changements climatiques rapides qui bouleversent les équilibres des écosystèmes arctiques (notamment un déclin de la population de lemmings, proies de prédilection des harfangs des neiges).
En mai 2025, l'espèce est désignée « menacée » par le Comité sur la situation des espèces en péril au Canada (COSEPAC).

## Préhistoire
Il y a 20 000 ans environ (calBP), la chouette harfang vivait en France. Les fouilles archéologiques de plusieurs gisements situés dans la plaine d'Aquitaine ont livré des ossements de ce rapace. Il s'agit par exemple des sites du Bois-Ragot,, à Gouex dans la Vienne, de Saint-Germain-la-Rivière, de l'abri Morin et de l'abri Faustin en Gironde, de l'abri de la Madeleine ou de la Gare de Couze en Dordogne. L'analyse de ces vestiges par les archéozoologues indique que les chasseurs-collecteurs du Magdalénien ont capturé cet oiseau. Ils ont utilisé la viande, les ossements et vraisemblablement les plumes de ce rapace. Les griffes ont parfois été prélevées à l'aide de silex et certaines phalanges du pied ont été décorées de séries d'incisions parallèles. Cet oiseau devait occuper une place particulière dans le système de représentation de ces chasseurs.

## Protection

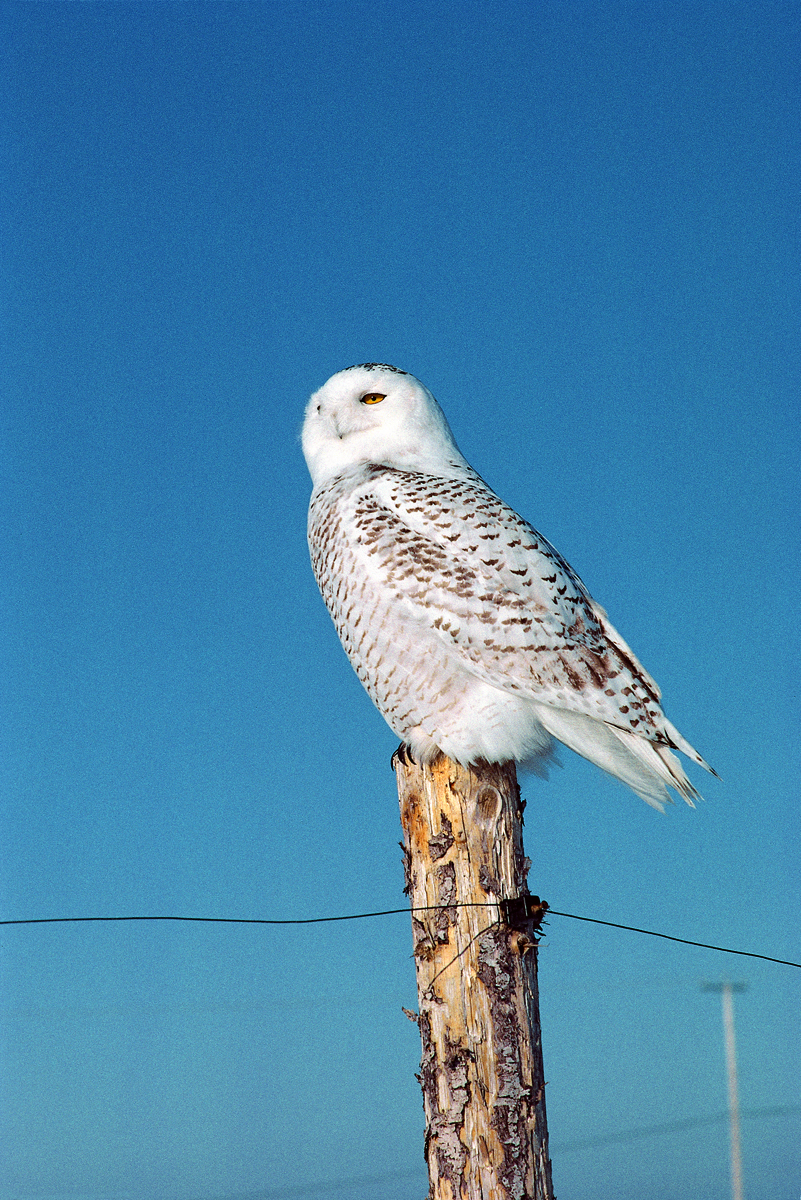
Harfang des neiges, emblème aviaire du Québec.

Le harfang des neiges bénéficie d'une protection totale sur le territoire français depuis l'arrêté ministériel du 17 avril 1981 relatif aux oiseaux protégés sur l'ensemble du territoire. L'espèce est inscrite à l'annexe I de la directive Oiseaux de l'Union européenne. Il est donc interdit de les détruire, les mutiler, les capturer ou les élever, de les perturber intentionnellement ou de les naturaliser, ainsi que de détruire ou enlever les œufs et les nids, et de détruire, altérer ou dégrader son milieu. Qu'il soit vivant ou mort, il est aussi interdit de le transporter, colporter, de l'utiliser, de le détenir, de le vendre ou de l'acheter.

## Taxonomie
Cette espèce a longtemps été classée sous le nom de Nyctea scandiaca (Linnaeus, 1758) avant d'être reclassée dans le genre Bubo en 1999. Classiquement, cette espèce était considérée comme le seul représentant d'un genre particulier Nyctea (Nyctea scandiaca) mais les analyses de phylogénie moléculaire montrent qu'elle est très proche des hiboux du genre Bubo.

### Fiction
- Hedwige, le hibou de Harry Potter, est un harfang. Le succès de la série pose un problème, car beaucoup de fans voudraient se procurer des oiseaux au mépris de la conservation de l'espèce